# Ernesto Mauri
Ernesto Mauri (Vimercate, 2 dicembre 1946) è un dirigente d'azienda italiano.
È stato, fino all'aprile 2021, amministratore delegato del Gruppo Mondadori (dal marzo 2013), presidente di Mondadori France (dall'agosto 2008) e presidente di Mondadori Libri S.p.A. (dal gennaio 2015).
Da luglio 2014 è membro del comitato di presidenza della Federazione italiana editori giornali (FIEG).

## Biografia
Nato a Vimercate nel 1946 e laureato in Economia e Commercio all'Università Cattolica del Sacro Cuore di Milano, ha ricoperto nel corso degli anni incarichi di rilievo nelle maggiori case editrici e nelle maggiori società attive in campo multimediale, italiane e internazionali.

### Gli anni in Rusconi e la nascita di Italia 1 (1975-1991)
La sua carriera professionale, dopo una parentesi in una società di revisione, inizia nel 1975 nella Rusconi Editore, della quale diventa direttore generale nel 1980.
All'interno della Rusconi Editore, Mauri passa attraverso diverse mansioni, contabile-amministrativo, pubblicitario, fino a ricoprire la carica di direttore generale nel 1989. Il periodo in Rustioni si conclude nel 1991, epoca in cui il numero delle testate passa da 6 a 26.
Mauri ha avuto modo di sviluppare un'esperienza internazionale, prima in Francia con Hachette e poi in Spagna con Grupo 16. Sempre per Rusconi si è occupato della nascita di Italia 1, network televisivo del gruppo fondato nel 1982.

### Mondadori e il boom dei periodici (1991-2000)
Nel 1991 entra in Mondadori come direttore generale della divisione periodici. In questi anni la casa editrice conosce un periodo di grande sviluppo, diventando leader nel mercato dei periodici, con una quota di mercato che dal 26% passa al 38%. Mauri lega il proprio nome alla nascita di quella che, negli anni, è diventata una nota testata femminile italiana, Donna Moderna.
È sempre in questo periodo che anche in Italia prende piede il modello delle vendite congiunte, ovvero l'abbinamento di prodotti (creme, borse, scarpe, CD, libri, eccetera) alle riviste vendute in edicola.
In questo periodo Mauri ricopre altre cariche all'interno del Gruppo Mondadori: presidente di Mondadori Pubblicità, presidente di Gruner Jahr Mondadori (joint venture con il gruppo tedesco Bertelsmann), amministratore delegato di Hearst Mondadori (joint venture con il gruppo nordamericano Hearst), amministratore delegato di Mondadori-Sole 24 Ore (joint venture con il Gruppo 24 ORE), amministratore unico di Mondadori Rodale (joint venture con il gruppo Rodale).

### Dalla carta alla televisione e ritorno (2000-2007)
Nell'ottobre 2000 Mauri è nominato amministratore delegato di Cecchi Gori Communications (che detiene le proprietà dell'emittente televisiva Telemontecarlo) appena acquisito dal Gruppo Telecom-Seat. In quel periodo Ernesto Mauri acquista il controllo dell'emittente televisiva musicale Mtv (49% appartiene al gruppo americano Viacom) e diventa amministratore delegato di La7.

Alla fine del 2001 annuncia le dimissioni da amministratore delegato di La7; segue una parentesi come presidente e amministratore delegato della Baffetti, sempre all'interno del Gruppo Seat.
Mauri lascia il Gruppo Cecchi Gori dopo soli tre anni entrando, nel luglio 2003, nel Gruppo Cairo Communication con la nomina di amministratore delegato di Giorgio Mondadori Editore e di Cairo Editore. Nascono così DiPiù, DiPiù Tv e Diva e Donna.

### Il ritorno in Mondadori e la partenza per Parigi (2007-2012)
Mauri torna in Mondadori nel luglio 2007 come direttore generale di Mondadori France e nominato presidente della stessa società nell'agosto 2008.
La casa editrice, che il Gruppo Mondadori ha ceduto alla britannica Emap, assume in pochi mesi un ruolo di rilievo nel panorama editoriale transalpino, tanto che nell'aprile del 2011 il ministro francese della Cultura, Frédéric Mitterrand, conferisce a Mauri la carica di Chevalier dans l'ordre des Arts et des Lettres.

### Di nuovo in Italia e la nomina ad amministratore delegato (dal 2012 al 2021)
Mauri torna in Italia a fine 2012: diventa direttore generale di tutta l'area periodici del Gruppo Mondadori. In questa fase farà la spola tra Segrate e Parigi e nel marzo del 2013 viene nominato amministratore delegato del Gruppo.
Il 26 aprile 2018 il nuovo consiglio d'amministrazione della Mondadori ha confermato Mauri nella carica di amministratore delegato del gruppo editoriale, conferendogli i relativi poteri di gestione.
Il 13 settembre dello stesso anno è nominato presidente di Audipress.
Nell'aprile 2021 decide di non ricandidarsi per le posizioni apicali della Mondadori Editore. Cessano quindi i suoi incarichi da amministratore delegato, presidente di Mondadori France e presidente di Mondadori Libri. Prosegue la sua carriera in altri ambiti di attività del gruppo Fininvest. Il 28 aprile è nominato presidente del Teatro Manzoni.

## Premi
Nel 1994 Ernesto Mauri ha ricevuto il premio «Gran Prix pubblicità Italia» per aver saputo rinnovare i prodotti e conquistare la leadership.

## Onorificenze
Il 9 novembre 2011 è stato nominato Cavaliere dell'Ordine delle Arti e delle Lettere dal ministro francese della cultura Frédéric Mitterrand.